# Umm al-Kasab
Umm al-Kasab (arab. أم القصب) – wieś w Syrii, w muhafazie Hims. W 2004 roku liczyła 904 mieszkańców.